# Гвинтик з іншої машини
«Гвинтик з іншої машини» (інші назви: «Двадцять днів з життя радслужбовця», «Щастя, що посміхнулося») — радянський художній комедійний фільм 1926 року, знятий режисером Олександром Талановим на студії «Пролєткіно».

## Сюжет
За задумом авторів фільм повинен був пропагувати підписку на позику. Службовець Перечниця дізнався, що на його облігацію упав виграш у 100 000 рублів. Здавши облігацію і чекаючи виплати, Перечниця почав вести розгульне життя — звільнився з роботи, розлучився, найняв секретаря-друкарку, літав на аероплані й інше. Коли порив насолод спав, Перечниця дізнався, що виграв всього 100 рублів і у підсумку залишився без місця, без дружини і без грошей.

## У ролях
- Анна Парамонова — Наталія Ундервудкіна, друкарка
- Петро Рєпнін — Ксенофонт Гаврилович Перечниця, рахівник
- Броніслава Рутковська — реєстраторка
- Борис Шліхтінг — репортер
- Григорій Єфремов — турок
- Костянтин Єфімов — перс
- Олександр Карпов — епізод
- Орлов-Брошат — епізод

## Знімальна група
- Режисери — Олександр Таланов, Н. Черняк
- Сценарист — Олександр Таланов
- Оператор — Микола Мінервін
- Художник — М. Нєльонкін